# Challans
Challans è un comune francese di 21 900 abitanti situato nel dipartimento della Vandea nella regione dei Paesi della Loira.

## Storia

### Simboli
Lo stemma comunale è stato adottato nel 1912.
La chiatta (chaland in francese) è un'arma parlante riferita al nome del paese.

## Società

### Evoluzione demografica
Abitanti censiti

## Amministrazione

### Gemellaggi
- Saronno